# رون ميدلتون
رون ميدلتون (بالإنجليزية: Ron Middleton) هو لاعب كرة قدم أمريكية أمريكي، ولد في 17 يوليو 1965 في أتمور في الولايات المتحدة.

## وصلات خارجية
- رون ميدلتون على موقع مرجع كرة القدم المحترفة.كوم (الإنجليزية)